# Puccinia suaveolens
Puccinia suaveolens är en svampart som först beskrevs av Christiaan Hendrik Persoon, och fick sitt nu gällande namn av Emil Rostrup 1874. Puccinia suaveolens ingår i släktet Puccinia och familjen Pucciniaceae.   Inga underarter finns listade i Catalogue of Life.